# Kunstjahr 1573
Liste der Kunstjahre

1571 | Kunstjahr 1573

Weitere Ereignisse
Dieser Artikel behandelt das Kunstjahr 1573.

## Ereignisse

### Architektur
- 30. April: Der zu jener Zeit mit 150 m Höhe größte Kirchturm Europas stürzt ein und beschädigt dabei Chor und Querschiff der Kathedrale von Beauvais erheblich. Der weitere Kirchenbau bleibt daraufhin aus Geldmangel unvollendet.

### Malerei
- 20. April: Paolo Veronese datiert sein Ölgemälde Das Gastmahl im Hause des Levi. Das Abendmahlsbild für das Refektorium des Klosters Santi Giovanni e Paolo in Venedig wird als Ersatz für das 1571 bei einem Brand im Refektorium zerstörte Letzte Abendmahl von Tizian in Auftrag gegeben. Ungefähr drei Monate nach Aufhängung des Bildes im Dominikanerkloster wird die kirchliche Glaubensgerichtsbarkeit aktiv. Veronese wird am 18. Juli von drei Savi des Sacro Tribunale in der Cappella di S.Teodoro des Markusdoms befragt. Veronese hat im Bild unter anderem Betrunkene, deutsche Söldner und Kleinwüchsige dargestellt. Nach der Befragung erhält er die Auflage, das Bild zu ändern, die aber später wieder aus dem Protokoll gestrichen wird. Veronese fügt eine Inschrift auf der Balustrade links und rechts ein: FECIT D. COVO. MAGNV. LEVI und LVCA CAP. V. So kann das Bild nicht mehr als letztes Abendmahl verstanden werden, sondern es nimmt nun Bezug auf das im Lukasevangelium erwähnte Gastmahl im Hause Levi.
- Giuseppe Arcimboldo malt im Auftrag Kaiser Maximilians für Kurfürst August von Sachsen die dritte Serie der Vier Jahreszeiten. Im Mantel des Winters ist dementsprechend das sächsische Wappen, die gekreuzten Meißner Schwerter eingeflochten. Die Jahreszahl 1573 ist in der Schulter des Sommers eingeflochten.

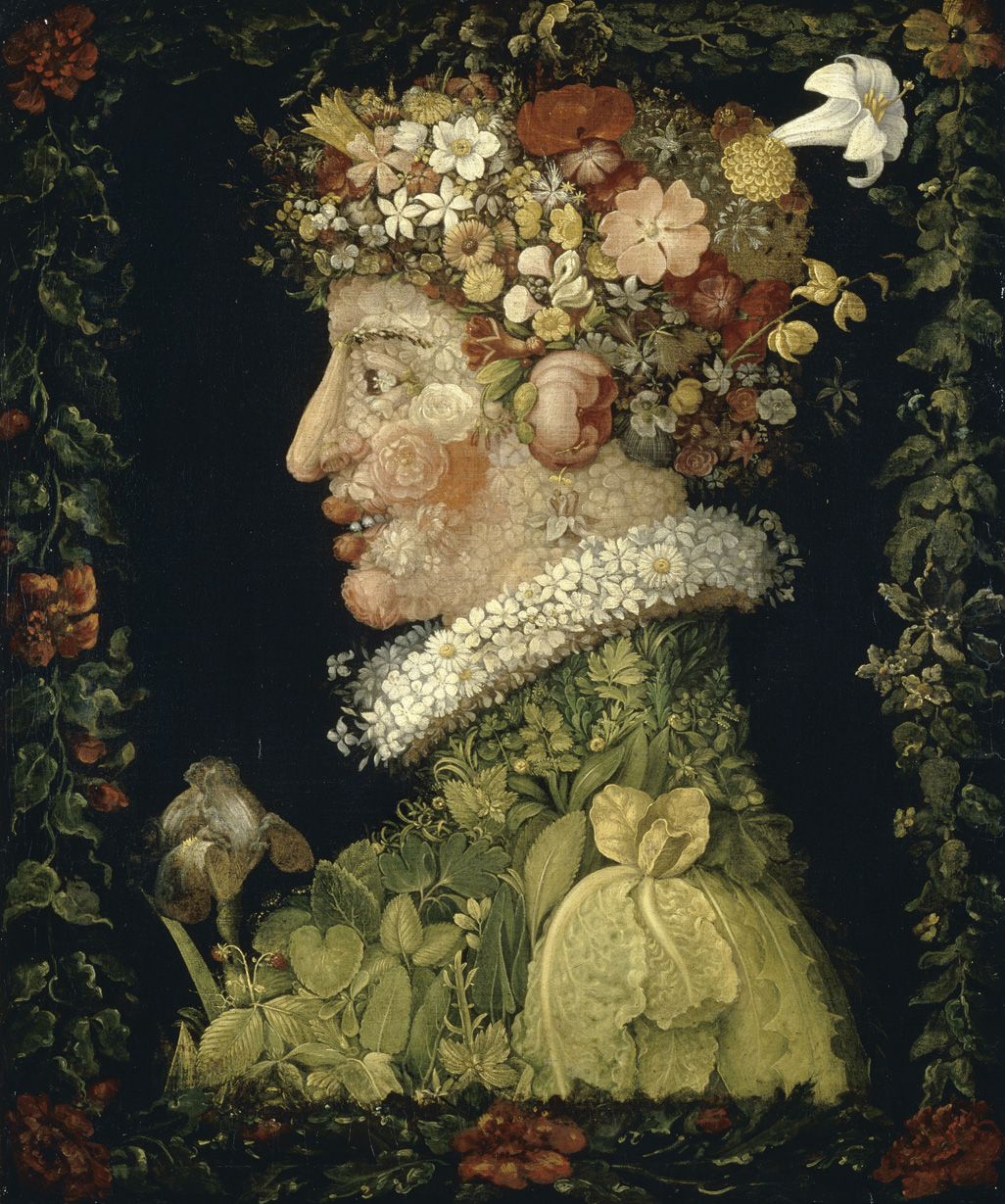
Der Frühling, 1573
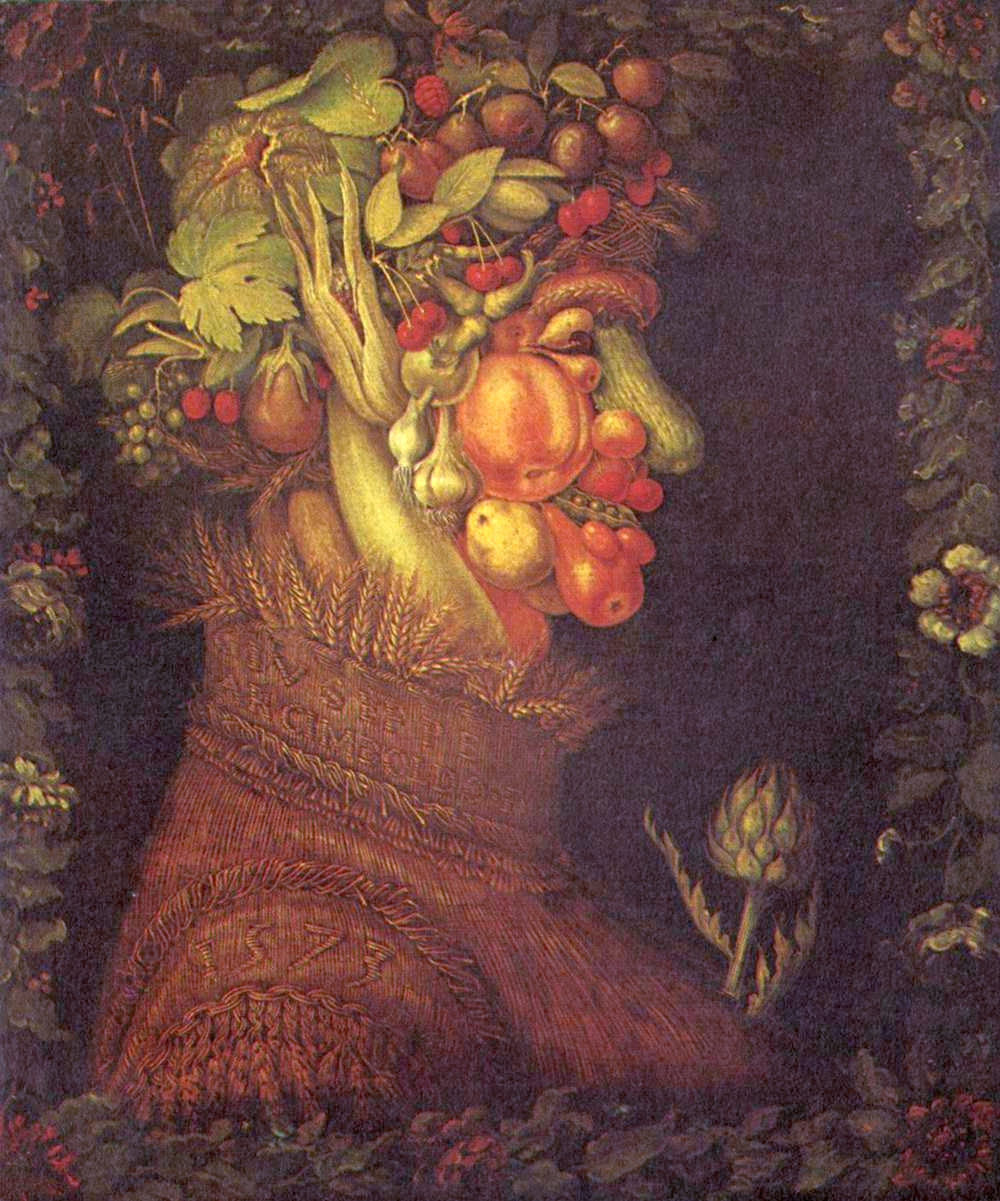
Der Sommer, 1573
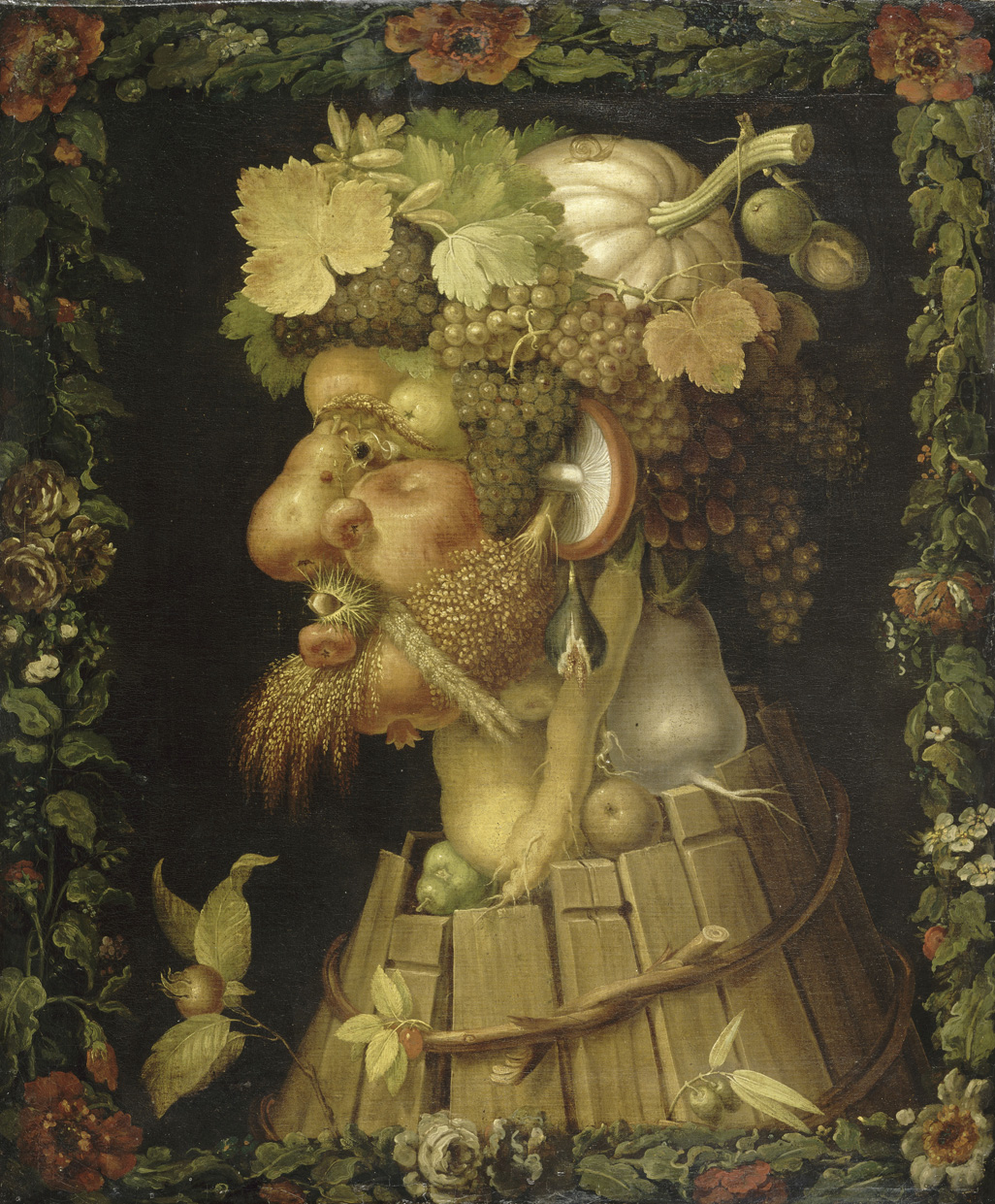
Der Herbst, 1573
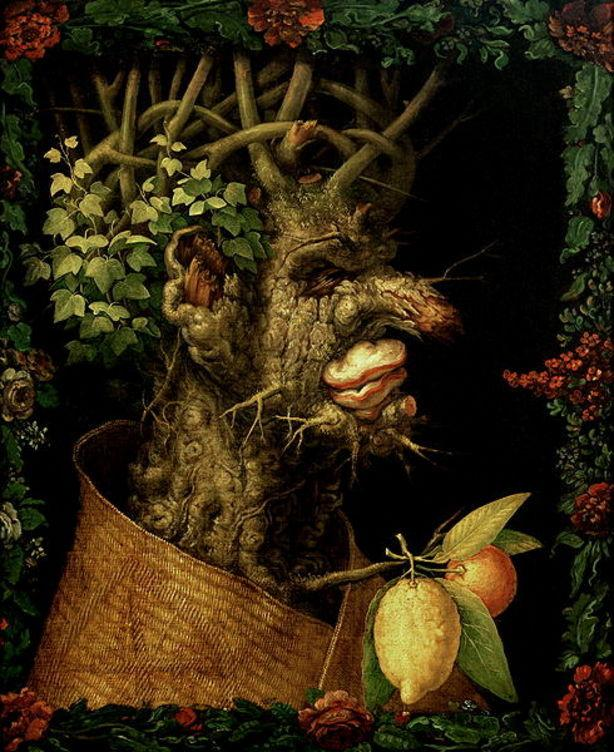
Der Winter, 1573

## Geboren
- 22. Januar (getauft): Sebastian Vrancx, flämischer Schlachten- und Genremaler († 1647)

Geburtshaus Elias Holls

- 28. Februar: Elias Holl, deutscher Baumeister († 1646)
- 21. April: Pietro Paolo Bonzi, italienischer Stillleben- und Landschaftsmaler († 1636)
- 15. Juli: Inigo Jones, englischer Architekt († 1652)
- 29. Juli: Pier Francesco Morazzone, italienischer Maler († um 1625)
- 18. November (getauft): Ambrosius Bosschaert, niederländischer Maler des „Goldenen Zeitalters“ († 1621)
- 23. Dezember: Giovanni Battista Crespi, italienischer Maler, Bildhauer und Architekt († 1632)
- 24. Dezember: Tiberio Tito, Florentiner Maler († 1627)

- Hendrik Hondius, niederländischer Verleger, Zeichner und Kupferstecher († 1650)

- 1545 oder 1568 oder 1573: Wu Bin, chinesischer Landschaftsmaler

## Gestorben
- 10. März: Hans Mielich, auch Muelich oder Müelich genannt, Münchner Maler und Zeichner der späten Renaissance (* 1516)
- 07. Juli: Giacomo Barozzi da Vignola, italienischer Architekt (* 1507)

- Johannes Daubmann, deutscher Buchdrucker